# Aeaea venifica
Aeaea venifica är en fjärilsart som beskrevs av Hodges 1964. Aeaea venifica ingår i släktet Aeaea och familjen fransmalar. Inga underarter finns listade i Catalogue of Life.